# Graciela Molina i Ruiz
Graciela Molina i Ruiz   (22 d'octubre de 1977) és una actriu, directora i ajustadora de doblatge catalana. Va començar treballant com a actriu de doblatge a 7 anys amb papers com en castellà el d'Andy Barclay d'El ninot diabòlic i el de Totò a Cinema Paradiso. També ha interpretat en castellà el paper de Matilda Wormwood (Mara Wilson i Sara Magdalin) a Matilda, d'Allie Hamilton (Rachel McAdams) a El quadern de Noah, el de Peter Shepherd (Bradley Pierce) a Jumanji, de Cady Heron (Lindsay Lohan) a Mean Girls. En català, també ha posat veu a papers infantils com Tom Wingo (Nick Nolte) a El príncep de les marees i Rocky Balboa Jr. (Rocky Krakoff) a Rocky 4. A més, ha doblat altres personatges com Michelle Rodriguez (Letty Ortiz) a Fast & Furious.
Habitualment ha combinat aquests personatges infantils i juvenils amb el doblatge d'actrius com Natalie Portman (per exemple a Star Wars Episode I: The Phantom Menace fent de Padmé i a Closer en castellà), Kirsten Dunst (a Spider-Man i Elizabethtown en castellà) i Christina Ricci (fent de Dimecres Addams a La família Addams), Alyson Hannigan (a American Pie), Anna Faris (com a Cindy Campbell a Scary Movie). Sovint també ha posat veu als papers interpretats per Amy Adams, Brittany Murphy i Megan Fox.
En animació, ha doblat diferents personatges en castellà com la Nala jove de The Lion King i la protagonista Ariel de La Sireneta. Aquesta última pel·lícula no s'ha doblat al català, però sí que va doblar Ariel en català a En Ralph destrueix internet.
També ha dirigit diferents doblatges, és professora de l'Escola de Doblatge de Barcelona i ha col·laborat en diferents campanyes publicitàries. El 2021 va fer una incursió al teatre amb l'obra Las bellacas dirigida per Carla Torres Danés. És filla del també actor i director de doblatge Matías Molina, germana de l'actriu de doblatge Juana Molina i neboda de la també actriu Melania Pérez.